# Championnats d'Afrique de BMX 2022
Navigation
Édition précédente Édition suivante
Les championnats d'Afrique de BMX 2022 ont lieu le 3 septembre 2022 à Bulawayo au Zimbabwe.

## Podiums
| Épreuves            | Or            | Argent         | Bronze     |
| ------------------- | ------------- | -------------- | ---------- |
| Épreuves masculines |               |                |            |
| Élites hommes       | Tyler Klumper | Alex Whitehead | Joe Ruwoko |

## Tableau des médailles
| Rang  | Nation         | Or | Argent | Bronze | Total |
| ----- | -------------- | -- | ------ | ------ | ----- |
| 1     | Afrique du Sud | 1  | 1      | 0      | 2     |
| 2     | Zimbabwe       | 0  | 0      | 1      | 1     |
| Total | Total          | 1  | 1      | 1      | 3     |